# 13.ª etapa da Volta a Espanha de 2018
A 13.ª etapa da Volta a Espanha de 2018 teve lugar a 7 de setembro de 2018 entre Candás e La Camperona sobre um percurso de 174,8 km e foi ganhada em solitário pelo ciclista espanhol Óscar Rodríguez da equipa Euskadi-Murias. O ciclista espanhol Jesús Herrada da equipa Cofidis, conservou o maillot de líder.

## Classificação da etapa
| \| Classificação por etapas \| Classificação por etapas \| Classificação por etapas \| Classificação por etapas \| Classificação por etapas \| \| Ciclista \| Ciclista \| Equipe \| Tempo \| \| \| ------------------------ \| ---------------------------- \| ------------------------ \| ------------------------ \| ------------------------ \| \| 1. \| Óscar Rodríguez Garaicoechea \| Euskadi-Murias \| 4h17m05s \| \| \| 2. \| Rafał Majka \| Bora-Hansgrohe \| + 19s \| \| \| 3. \| Dylan Teuns \| BMC Racing Team \| + 30s \| \| \| 4. \| Bjorg Lambrecht \| Lotto-Soudal \| + 38s \| \| \| 5. \| Laurens De Plus \| Quick-Step Floors \| + 43s \| \| \| 6. \| Merhawi Kudus \| Dimension Data \| + 1m00s \| \| \| 7. \| Ilnur Zakarin \| Katusha-Alpecin \| + 1m12s \| \| \| 8. \| Pieter Serry \| Quick-Step Floors \| + 1m21s \| \| \| 9. \| Edward Ravasi \| UAE Team Emirates \| + 1m25s \| \| \| 10. \| Benjamin King \| Dimension Data \| + 1m27s \| \| |                              |                   |          |
| |                              |                   |          |
| Fonte: ProCyclingStats |                              |                   |          |
| Classificação por etapas |                              |                   |          |
| Ciclista | Ciclista                     | Equipe            | Tempo    |
| 1. | Óscar Rodríguez Garaicoechea | Euskadi-Murias    | 4h17m05s |
| 2. | Rafał Majka                  | Bora-Hansgrohe    | + 19s    |
| 3. | Dylan Teuns                  | BMC Racing Team   | + 30s    |
| 4. | Bjorg Lambrecht              | Lotto-Soudal      | + 38s    |
| 5. | Laurens De Plus              | Quick-Step Floors | + 43s    |
| 6. | Merhawi Kudus                | Dimension Data    | + 1m00s  |
| 7. | Ilnur Zakarin                | Katusha-Alpecin   | + 1m12s  |
| 8. | Pieter Serry                 | Quick-Step Floors | + 1m21s  |
| 9. | Edward Ravasi                | UAE Team Emirates | + 1m25s  |
| 10. | Benjamin King                | Dimension Data    | + 1m27s  |

## Classificações ao final da etapa

### Classificação geral
| \| Classificação geral \| Classificação geral \| Classificação geral \| Classificação geral \| Classificação geral \| \| Ciclista \| Ciclista \| Equipe \| Tempo \| \| \| ------------------- \| ------------------- \| -------------------------- \| ------------------- \| ------------------- \| \| 1. \| Jesús Herrada \| Cofidis, Solutions Crédits \| 54h50m19s \| \| \| 2. \| Simon Yates \| Mitchelton-Scott \| + 1m42s \| \| \| 3. \| Nairo Quintana \| Movistar Team \| + 1m50s \| \| \| 4. \| Alejandro Valverde \| Movistar Team \| + 1m54s \| \| \| 5. \| Miguel Ángel López \| Astana \| + 2m23s \| \| \| 6. \| Rigoberto Urán \| EF Education First-Drapac \| + 2m33s \| \| \| 7. \| Ion Izagirre \| Bahrain-Merida \| + 2m35s \| \| \| 8. \| Tony Gallopin \| AG2R La Mondiale \| + 2m40s \| \| \| 9. \| Steven Kruijswijk \| LottoNL-Jumbo \| + 2m44s \| \| \| 10. \| Emanuel Buchmann \| Bora-Hansgrohe \| + 2m47s \| \| |                    |                            |           |
| |                    |                            |           |
| Fonte: ProCyclingStats |                    |                            |           |
| Classificação geral |                    |                            |           |
| Ciclista | Ciclista           | Equipe                     | Tempo     |
| 1. | Jesús Herrada      | Cofidis, Solutions Crédits | 54h50m19s |
| 2. | Simon Yates        | Mitchelton-Scott           | + 1m42s   |
| 3. | Nairo Quintana     | Movistar Team              | + 1m50s   |
| 4. | Alejandro Valverde | Movistar Team              | + 1m54s   |
| 5. | Miguel Ángel López | Astana                     | + 2m23s   |
| 6. | Rigoberto Urán     | EF Education First-Drapac  | + 2m33s   |
| 7. | Ion Izagirre       | Bahrain-Merida             | + 2m35s   |
| 8. | Tony Gallopin      | AG2R La Mondiale           | + 2m40s   |
| 9. | Steven Kruijswijk  | LottoNL-Jumbo              | + 2m44s   |
| 10. | Emanuel Buchmann   | Bora-Hansgrohe             | + 2m47s   |

### Classificação por pontos
| Classificação por pontos | Classificação por pontos | Classificação por pontos | Classificação por pontos | Classificação por pontos |
| Ciclista                 | Ciclista                 | Equipe                   | Pontos                   |                          |
| ------------------------ | ------------------------ | ------------------------ | ------------------------ | ------------------------ |
| 1.                       | Alejandro Valverde       | Movistar Team            | 85 pts                   |                          |
| 2.                       | Peter Sagan              | Bora-Hansgrohe           | 83 pts                   |                          |
| 3.                       | Benjamin King            | Dimension Data           | 68 pts                   |                          |
| 4.                       | Dylan Teuns              | BMC Racing Team          | 68 pts                   |                          |
| 5.                       | Elia Viviani             | Quick-Step Floors        | 66 pts                   |                          |
| 6.                       | Danny van Poppel         | LottoNL-Jumbo            | 56 pts                   |                          |
| 7.                       | Alessandro De Marchi     | BMC Racing Team          | 53 pts                   |                          |
| 8.                       | Giacomo Nizzolo          | Trek-Segafredo           | 53 pts                   |                          |
| 9.                       | Michał Kwiatkowski       | Team Sky                 | 50 pts                   |                          |
| 10.                      | Bauke Mollema            | Trek-Segafredo           | 44 pts                   |                          |

### Classificação da montanha
| Classificação da montanha | Classificação da montanha    | Classificação da montanha  | Classificação da montanha | Classificação da montanha |
| Ciclista                  | Ciclista                     | Equipe                     | Pontos                    |                           |
| ------------------------- | ---------------------------- | -------------------------- | ------------------------- | ------------------------- |
| 1.                        | Luis Ángel Maté              | Cofidis, Solutions Crédits | 64 pts                    |                           |
| 2.                        | Benjamin King                | Dimension Data             | 40 pts                    |                           |
| 3.                        | Bauke Mollema                | Trek-Segafredo             | 34 pts                    |                           |
| 4.                        | Thomas De Gendt              | Lotto-Soudal               | 29 pts                    |                           |
| 5.                        | Pierre Rolland               | EF Education First-Drapac  | 26 pts                    |                           |
| 6.                        | Óscar Rodríguez Garaicoechea | Euskadi-Murias             | 12 pts                    |                           |
| 7.                        | Dylan Teuns                  | BMC Racing Team            | 10 pts                    |                           |
| 8.                        | Rafał Majka                  | Bora-Hansgrohe             | 9 pts                     |                           |
| 9.                        | Ben Gastauer                 | AG2R La Mondiale           | 7 pts                     |                           |
| 10.                       | Alejandro Valverde           | Movistar Team              | 6 pts                     |                           |

### Classificação da combinada
| Classificação de combinados | Classificação de combinados | Classificação de combinados | Classificação de combinados | Classificação de combinados |
| Ciclista                    | Ciclista                    | Equipe                      | Pontos                      |                             |
| --------------------------- | --------------------------- | --------------------------- | --------------------------- | --------------------------- |
| 1.                          | Alejandro Valverde          | Movistar Team               | 15 pts                      |                             |
| 2.                          | Benjamin King               | Dimension Data              | 20 pts                      |                             |
| 3.                          | Miguel Ángel López          | Astana                      | 36 pts                      |                             |
| 4.                          | Bauke Mollema               | Trek-Segafredo              | 42 pts                      |                             |
| 5.                          | Rafał Majka                 | Bora-Hansgrohe              | 46 pts                      |                             |
| 6.                          | Simon Yates                 | Mitchelton-Scott            | 54 pts                      |                             |
| 7.                          | Michał Kwiatkowski          | Team Sky                    | 54 pts                      |                             |
| 8.                          | Nairo Quintana              | Movistar Team               | 56 pts                      |                             |
| 9.                          | Laurens De Plus             | Quick-Step Floors           | 68 pts                      |                             |
| 10.                         | Gianluca Brambilla          | Trek-Segafredo              | 99 pts                      |                             |

### Classificação por equipas
| Classificação por equipes | Classificação por equipes                | Classificação por equipes | Classificação por equipes |
| Equipe                    | Equipe                                   | Tempo                     |                           |
| ------------------------- | ---------------------------------------- | ------------------------- | ------------------------- |
| 1.                        | Bahrain-Merida                           | 164h25m16s                |                           |
| 2.                        | Dimension Data                           | + 11m17s                  |                           |
| 3.                        | Movistar Team                            | + 13m32s                  |                           |
| 4.                        | Sky                                      | + 14m16s                  |                           |
| 5.                        | Lotto NL-Jumbo                           | + 19m03s                  |                           |
| 6.                        | Bora-Hansgrohe                           | + 19m57s                  |                           |
| 7.                        | EF Education First-Drapac p/b Cannondale | + 35m19s                  |                           |
| 8.                        | Astana                                   | + 36m06s                  |                           |
| 9.                        | Euskadi Basque Country-Murias            | + 36m25s                  |                           |
| 10.                       | Caja Rural-Seguros RGA                   | + 41m02s                  |                           |

## Abandonos
- José Gonçalves, pé a terra e abandono em decorrência da etapa.